# Jóhannes Eðvaldsson
Jóhannes Eðvaldsson (ur. 3 września 1950 w Reykjavíku, zm. 24 stycznia 2021 w Glasgow) – islandzki piłkarz estońskiego pochodzenia występujący na pozycji obrońcy. Jego brat Atli Eðvaldsson oraz ojciec Evald Mikson również byli piłkarzami.

## Kariera klubowa
Jóhannes karierę rozpoczynał w barwach Valura. W 1972 przeszedł do południowoafrykańskiego Cape Town City, ale rok później wrócił do Valura. W 1974 zdobył z nim Puchar Islandii. Na początku 1975 został graczem duńskiego Holbæk B&I, ale w połowie tego samego roku odszedł do szkockiego Celtiku. W ciągu czterech lat wywalczył z nim dwa mistrzostwa Szkocji (1977, 1979) oraz Puchar Szkocji (1979).
W 1980 Jóhannes przeniósł się do Stanów Zjednoczonych, gdzie reprezentował barwy drużyny Tulsa Roughnecks z NASL, a także jej sekcji futsalowej. W 1981 odszedł do zachodnioniemieckiego drugoligowego klubu Hannover 96. Przez rok rozegrał tam 21 spotkań i zdobył jedną bramkę. Następnie przez dwa lata występował w szkockim Motherwell, a także w islandzkim zespole Þróttur, gdzie w 1985 zakończył karierę.
W 1974 został uznany Islandzkim Piłkarzem Roku, a w 1975 Islandzkim Sportowcem Roku.

## Kariera reprezentacyjna
W reprezentacji Islandii Jóhannes zadebiutował 12 maja 1971 w zremisowanym 0:0 meczu kwalifikacji Letnich Igrzysk Olimpijskich 1972 z Francją. 5 maja 1975 w wygranym 2:1 pojedynku eliminacji mistrzostw Europy 1976 z Niemcami Wschodnimi strzelił pierwszego gola w drużynie narodowej. W latach 1971–1983 rozegrał w niej łącznie 34 spotkania i zdobył dwie bramki.